# Timofilia
A timofilia é a excitação sexual provocada pelo contato com metais preciosos, como o ouro e a prata, ou pela riqueza de forma abstrata.